# 24 Heures de Spa 2016
Navigation
Édition précédente Édition suivante
Les 24 Heures de Spa 2016 (2016 Total 24 Hours of Spa), disputées les 30 juillet 2016 et 31 juillet 2016 sur le Circuit de Spa-Francorchamps, sont la soixante-huitième édition de cette épreuve. La course faisait partie de la Blancpain GT Series Endurance Cup 2016 et du Intercontinental GT Challenge 2016 (en).

## Course

### Classement de la course
Les voitures ne parcourant pas 70% de la distance du gagnant sont non classées (NC).